# Championnats du monde de course en montagne 2017
Navigation
2016 2018
Les Championnats du monde de course en montagne 2017 sont une compétition de course en montagne qui s'est déroulée le 30 juillet 2017 à Premana, en Lombardie en Italie. Il s'agit de la trente-troisième édition de l'épreuve.

## Nouveau règlement
Dans un souci d'équité des genres, les parcours des épreuves sont désormais les mêmes pour les hommes et les femmes. Il n'y a donc plus que deux tracés lors des championnats, un pour les seniors et un pour les juniors. De même, la taille des équipes masculines est revue à la baisse avec au maximum quatre athlètes par nation dont les trois meilleurs sont comptabilisés. Les classements par équipes sont ainsi identiques dans toutes les catégories,.

## Résultats
La course seniors s'est disputée sur un parcours de 13,0 km comportant un dénivelé positif de 860 m pour autant de dénivelé négatif. Avec 105 coureurs au départ, la course masculine est remportée par l'Ougandais Victor Kiplangat qui devance ses compatriotes Joel Ayeko et Fred Musobo. L'Ouganda remporte ainsi le classement par équipes masculin. La course féminine, avec 68 athlètes au départ, est remportée par la Kényane Lucy Wambui Murigi qui devance l'Autrichienne Andrea Mayr et la Britannique Sarah Tunstall. Le classement par équipes féminin est dominé par les États-Unis. L’épreuve junior est disputée sur un circuit de 6,5 km pour 430 m de dénivelé positif, elle est remportée par les athlètes Ougandais, Oscar Chelimo chez les hommes et Risper Chebet chez les femmes.
L'Érythréen Petro Mamu termine 5e mais est disqualifié après être contrôlé positif à un test antidopage,.

### Seniors

#### Courses individuelles
| Rang               | Athlète           | Pays        | Temps       |
| ------------------ | ----------------- | ----------- | ----------- |
| Médaille d'or      | Victor Kiplangat  | Ouganda     | 52 min 31 s |
| Médaille d'argent  | Joel Ayeko        | Ouganda     | 52 min 50 s |
| Médaille de bronze | Fred Musobo       | Ouganda     | 53 min 57 s |
| 4                  | Joseph Gray       | États-Unis  | 55 min 35 s |
| DQ                 | Petro Mamu        | Érythrée    | 55 min 45 s |
| 5                  | Xavier Chevrier   | Italie      | 55 min 47 s |
| 6                  | Bernard Dematteis | Italie      | 56 min 4 s  |
| 7                  | Patrick Smyth     | États-Unis  | 57 min 19 s |
| 8                  | Andrew Douglas    | Royaume-Uni | 57 min 32 s |

| Rang               | Athlète            | Pays        | Temps          |
| ------------------ | ------------------ | ----------- | -------------- |
| Médaille d'or      | Lucy Wambui Murigi | Kenya       | 1 h 1 min 26 s |
| Médaille d'argent  | Andrea Mayr        | Autriche    | 1 h 2 min 44 s |
| Médaille de bronze | Sarah Tunstall     | Royaume-Uni | 1 h 4 min 16 s |
| 4                  | Maude Mathys       | Suisse      | 1 h 6 min 2 s  |
| 5                  | Allie McLaughlin   | États-Unis  | 1 h 6 min 6 s  |
| 6                  | Adeline Roche      | France      | 1 h 6 min 13 s |
| 7                  | Alice Gaggi        | Italie      | 1 h 7 min 12 s |
| 8                  | Addie Bracy        | États-Unis  | 1 h 7 min 46 s |

#### Courses par équipes
| Rang               | Pays                                                                                           | Points |
| ------------------ | ---------------------------------------------------------------------------------------------- | ------ |
| Médaille d'or      | Ouganda Victor Kiplangat (1er) Joel Ayeko (2e) Fred Musobo (3e) Simon Rugut (63e)              | 6      |
| Médaille d'argent  | Italie Xavier Chevrier (5e) Bernard Dematteis (6e) Martin Dematteis (11e) Cesare Maestri (12e) | 22     |
| Médaille de bronze | États-Unis Joseph Gray (4e) Patrick Smyth (7e) Brett Hales (21e) Andy Wacker (29e)             | 32     |

| Rang               | Pays | Points |
| ------------------ | --- | ------ |
| Médaille d'or      | États-Unis Allie McLaughlin (5e) Addie Bracy (8e) Kasie Enman (13e) Caitlin Patterson (23e)             | 26     |
| Médaille d'argent  | Italie Alice Gaggi (7e) Ivana Iozzia (11e) Sara Bottarelli (14e) Roberta Ciappini (DNF)                 | 32     |
| Médaille de bronze | Tchéquie Lucie Maršánová (9e) Pavla Schorná-Matyášová (10e) Kamila Gregorová (22e) Adéla Stránská (37e) | 41     |

### Juniors

#### Courses individuelles
| Rang               | Athlète       | Pays       | Temps       |
| ------------------ | ------------- | ---------- | ----------- |
| Médaille d'or      | Oscar Chelimo | Ouganda    | 26 min 46 s |
| Médaille d'argent  | Daniel Pattis | Italie     | 27 min 42 s |
| Médaille de bronze | Talon Hull    | États-Unis | 28 min 1 s  |

| Rang               | Athlète        | Pays       | Temps       |
| ------------------ | -------------- | ---------- | ----------- |
| Médaille d'or      | Risper Chebet  | Ouganda    | 31 min 46 s |
| Médaille d'argent  | Bahar Atalay   | Turquie    | 33 min 2 s  |
| Médaille de bronze | Lauren Gregory | États-Unis | 33 min 33 s |

#### Courses par équipes
| Rang               | Pays                                                                                        | Points |
| ------------------ | ------------------------------------------------------------------------------------------- | ------ |
| Médaille d'or      | Ouganda Oscar Chelimo (1er) Anthony Ayeko (5e) Jacob Kiplimo (7e)                           | 13     |
| Médaille d'argent  | Roumanie Dorin Andrei Rusu (4e) Gabriel Bularda (8e) Adrian Garcea (10e) Peter Herman (17e) | 22     |
| Médaille de bronze | Italie Daniel Pattis (2e) Andrea Prandi (11e) Andrea Rostan (12e) Stefano Martinelli (15e)  | 24     |

| Rang               | Pays                                                                                          | Points |
| ------------------ | --------------------------------------------------------------------------------------------- | ------ |
| Médaille d'or      | Roumanie Alesia Hecico (4e) Gabriela Doroftei (5e) Irina Bordeianu (15e) Iulia Zudor (18e)    | 24     |
| Médaille d'argent  | États-Unis Lauren Gregory (3e) Quinn McConnell (11e) Soleil Gaylord (16e) Julia Jaschke (38e) | 30     |
| Médaille de bronze | Italie Paola Varano (9e) Linda Palumbo (10e) Gaia Colli 14e Anna Frigerio (30e)               | 33     |